# Gang Zielonej Rękawiczki
Gang Zielonej Rękawiczki – polski serial kryminalny z gatunku czarnej komedii w reżyserii Tadeusza Śliwy, od 19 października 2022 r. dostępny na platformie Netflix. Zdjęcia kręcono w Konstancinie.

## Obsada

### Wprowadzeni w sezonie pierwszym
- Magdalena Kuta – Zuzanna Zemplińska
- Małgorzata Potocka – Kinga Jarecka
- Anna Romantowska – Alicja Skowron
- Beata Bandurska – Marzena, kierowniczka „Drugiego Domu”
- Mirosław Zbrojewicz – komisarz Alfred
- Karolina Rzepa – aspirant Katarzyna Gujska
- Andrzej Grabowski – Igor, były mąż Kingi
- Olgierd Łukaszewicz – Henryk Tarkowski
- Zdzisław Wardejn – Stefan
- Józef Duriasz – Jan
- Wojciech Duryasz – Marian
- Elżbieta Gaertner – Krystyna
- Tomira Kowalik – Zofia
- Mirosława Maludzińska – Maria
- Joachim Lamża – Andrzej Rawski, właściciel zakładu pogrzebowego „Eden” (sezon 1)
- Anna Korzeniecka – Teresa
- Elżbieta Karkoszka – Barbara
- Paula Stępczyńska – salowa (sezon 1)
- Marcin Mroczek – grabarz (sezon 1)
- Rafał Mroczek – grabarz (sezon 1)
- Wojciech Zieliński – Brykalski (sezon 1)
- Rafał Maćkowiak – Tomek, syn Zuzanny
- Andrzej Walden – Kelner w barze
- Kacper Gaduła-Zawratyński – Boguś, technik policyjny
- Waleria Gorobets – dziennikarka
- Konrad Eleryk – ochroniarz Brykalskiego (sezon 1)
- Olga Miłaszewska – Wioletta
- Renata Dancewicz – Anna, córka Krystyny (sezon 1)
- Robert Czebotar – właściciel lombardu (sezon 1)
- Mariusz Kiljan – Marceli (sezon 1)
- Lech Dyblik – uzdrowiciel Wojciech (sezon 1), wróżbita (sezon 2)
- Witold Dębicki – burmistrz Karwowski (sezon 1)
- Bartłomiej Firlet – wodzirej (sezon 1)
- Joanna Gonschorek – pracownica Brykalskiego (sezon 1)
- Agata Sasinowska – Brykalska (sezon 1)
- Zinaida Zagner – Laura, żona Stefana (sezon 1)
- Kazimierz Krzaczkowski – Józef (sezon 1)
- Michał Żebrowski – Jarek (sezon 1)
- Kalina Leśnik – Magda, wnuczka Krystyny (sezon 1)
- Krystyna Czubówna – lektorka programu przyrodniczego (głos) (sezon 1)

### Wprowadzeni w sezonie drugim
- Krzysztof Tyniec – Krzysztof Maszarz
- Sylwester Maciejewski – Staszek
- Michał Urbaniak – Lucjan
- Kamil Pudlik – Adam
- Michał Karmowski – „Silny”
- Łukasz Jakobski – „Szpara”
- Zbigniew Zamachowski – Komendant Mirek
- Jerzy Matula – kustosz Galerii Narodowej
- Anna Korzeniecka – Teresa
- Katarzyna Figura – Emilia
- Paweł Szczęsny – ksiądz
- Paulina Dębkowska – osadzona
- Dorota Cempura – osadzona
- Grażyna Szapołowska – Gabriela Soplica
- Małgorzata Rożniatowaka – Matka Alfreda
- Dariusz Siastacz – Zygmunt Wrotycz
- Grażyna Bułka – Strażniczka
- Grzegorz Warchoł – Janusz, mąż Emilii
- Sławomir Orzechowski – Jerzy, weterynarz
- Tomasz Sapryk – Hurtownik
- Mateusz Grydlik – Konwojent
- Dariusz Toczek – Konwojent
- Kazimierz Krzaczkowski – Józef
- Władysław Grzywna – Deweloper
- Ewa Konstancja Bułhak – Pielęgniarka
- Bartłomiej Krat – Dowódca antyterrorystów
- Stefan Knothe – Emeryt w hurtowni
- Zinaida Zagner – Laura, żona Stefana
- Maria Kowalik – Oszustka
- Zbigniew Jaremko – Marek, pacjent
- Mateusz Młodzianowski – Francuz
- Klaudia Halejcio – Influencerka

## Spis serii
| Seria | Seria | Sezon       | Odcinki  | Data publikacji      |
| ----- | ----- | ----------- | -------- | -------------------- |
|       | 1.    | jesień 2022 | 1–8 (8)  | 19 października 2022 |
|       | 2.    | lato 2024   | 9–16 (8) | 17 lipca 2024        |